# IPP Trophy 1995
L'IPP Trophy 1995 è stato un torneo di tennis facente parte della categoria ATP Challenger Series nell'ambito dell'ATP Challenger Series 1995. Il torneo si è giocato a Ginevra in Svizzera dal 14 al 20 agosto 1995 su campi in terra.

## Vincitori

### Singolare
Younes El Aynaoui ha battuto in finale  Karim Alami con il punteggio di 6–1, 6–4

### Doppio
Clinton Ferreira /  Gábor Köves hanno battuto in finale  Stephane Manai /  Patrick Mohr con il punteggio di 6–4, 6–2